# Ben Lee
Cet article concerne le chanteur et acteur australien. Pour le physicien sud-coréen et américain, voir Benjamin Whisoh Lee.
Pour les articles homonymes, voir Ben et Lee.
Benjamin Michael Lee est un chanteur et acteur australien, né le 11 septembre 1978 à Sydney. Il a commencé la musique à l'âge de 14 ans avec le groupe Noise Addict, mais s'est ensuite rapidement tourné vers une carrière solo. Il s'est fiancé à l'actrice Ione Skye le 11 janvier 2008.

## Discographie

### Albums studio
- 1995 - Grandpaw Would
- 1997 - Something to Remember Me By
- 1998 - Breathing Tornados
- 2002 - Hey You. Yes You.
- 2005 - Awake Is The New Sleep
- 2007 - Ripe
- 2009 - The Rebirth of Venus
- 2011 - Deeper Into Dream
- 2013 - Ayahuasca: Welcome to the Work
- 2015 - Love is the Great Rebellion
- 2016 - Freedom, Love and the Recuperation of the Human Mind
- 2017 - Ben Lee Sings Songs About Islam For the Whole Family
- 2018 - B Is for Beer: The Musical (avec Tom Robbins & Michael B Wells) (B.O.F.)
- 2019 - Quarter Century Classix (album de reprises)
- 2022 - I'm Fun!